# Ruhrstahl SD 1400
Il Ruhrstahl SD 1400 (o anche bomba guidata planante FX 1400), identificato dagli Alleati con il nome di Fritz X, era una bomba planante anti nave utilizzata dalla Luftwaffe durante la seconda guerra mondiale.
La sigla deriva dall'acronimo in lingua tedesca di Splitterbombe Dickwandig, bomba a frammentazione a parete spessa, mentre 1400 dal peso in chilogrammi dell'ordigno da cui deriva. Pur non essendo stata la prima bomba guidata ad essere progettata, detiene il primato di essere stata la prima ad entrare in servizio operativo. Più tardi le bombe vennero rese filoguidate.

## Storia del progetto
Lo sviluppo dell'SD 1400 derivò dalle ricerche di Max Kramer e dalla applicazione delle sue scoperte presso l'industria bellica e siderurgica Ruhrstahl AG di Witten, nella Vestfalia tedesca. Kramer era un ricercatore del Deutsche Versuchsanstalt für Luftfahrt (DVL), una delle sezioni di ricerca bellica del Reichsluftfahrtministerium (RLM), che, nel 1938 iniziò gli studi sull'aerodinamica delle bombe aeronautiche, ipotizzandone il controllo per correggere gli errori d'impatto delle bombe a caduta libera. Studiando la SC 250, bomba standard della Luftwaffe, sperimentò l'applicazione di alette mobili comandate a distanza per rifinire ulteriormente la precisione di puntamento.
Una commissione dell'RLM esaminò i risultati delle ricerche del dottor Kramer ritenendole degne di un ulteriore sviluppo. Il progetto fu spostato presso la Ruhrstahl AG a Witten, nella Vestfalia tedesca, già impiegata nella realizzazione di bombe, per sfruttarne l'esperienza. Qui il progetto iniziale fu sviluppato su un ordigno più potente il cui carico esplosivo era di 1 400 kg, ed il peso supplementare aggravò i problemi legati alla scarsa manovrabilità del progetto iniziale. L'arma infatti continuava ad essere un ordigno picchiante, non troppo dissimile da una bomba convenzionale, tanto che inizialmente gli scienziati coniarono per identificarlo il termine di bomba teledeviata.

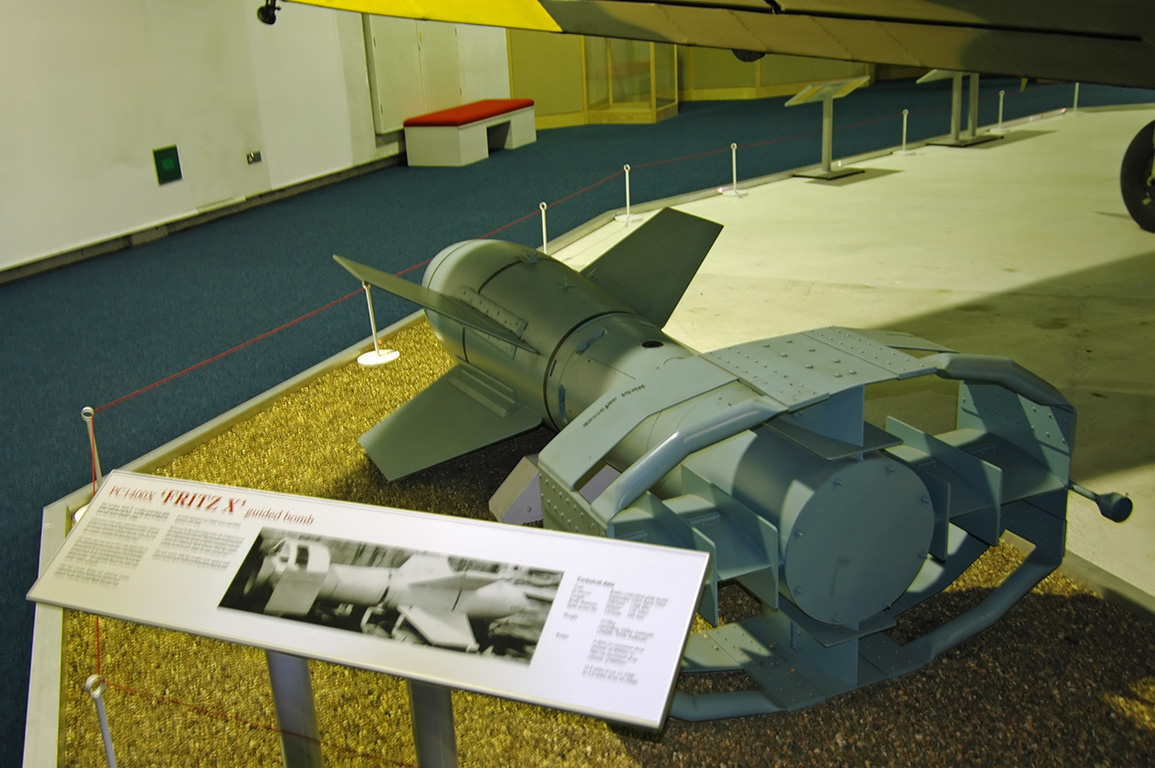
La vista dei piani di coda dell'ordigno

Per aumentarne la portanza, si intervenne sia sulla dimensione delle alette, sia trovando il sistema per aumentarne la velocità di discesa. Se nel primo caso la soluzione era relativamente facile, nel secondo ci si scontrava con la necessità di velivoli con elevata tangenza; maggiore l'altezza da cui sarebbe stato sganciato l'ordigno, maggiore la sua velocità in prossimità dell'obbiettivo. Ma la tecnologia aeronautica tedesca allora non era ancora in grado di produrre un velivolo che potesse operare ad alta quota, senza dimenticare che, all'aumentare della quota operativa, sarebbe diminuita esponenzialmente l'accuratezza del sistema. Un progetto parallelo della Henschel Hs 293 scelse di aumentare la portanza aggiungendo due piccole semiali ai lati dell'ordigno, mentre la squadra del dottor Kramer restò vicina ad un aspetto "tradizionale", anche se ormai la SD 1400 non era più una convenzionale bomba a caduta. Gli impennaggi anteriori le davano una forma ad "X" che le valsero sia la denominazione industriale, da X-1 a X-7 della Ruhrstahl AG, sia quella in codice, Fritz X, assegnatole dagli alleati.
I primi collaudi dimostrarono la fattibilità del progetto, ma evidenziarono anche problemi che andavano risolti per un effettivo impiego sul campo. L'elevata velocità di caduta necessaria comportava sia la notevole attenzione del puntatore, per la difficoltà a seguire il volo dell'ordigno e per i ridotti tempi di correzione, sia una tendenza al bloccaggio delle alette direzionali che contavano su attuatori elettromagnetici. Con un successivo prototipo si cercò di ovviare al problema del bloccaggio con attuatori pneumatici, ma anche questi si bloccavano a causa delle basse temperature costringendo il ritorno alla soluzione originale.
All'inizio del 1942, grazie alla costruzione di una galleria del vento in cui effettuare le prove, si intervenne modificando le alette di controllo ed introducendo un freno aerodinamico in coda per ridurne la velocità di caduta. Successivamente, nel febbraio 1942 a Karlshagen e Peenemünde-West si constatò che l'ordigno doveva essere lasciato cadere da una altezza minima di 3 900 metri, questo per avere un tempo sufficientemente lungo a consentire di correggerne il volo (e conseguentemente il punto d'impatto) da parte del puntatore. Le condizioni meteorologiche però ponevano dei limiti alla sperimentazione da tali altezze, perciò si decise di approfittare del ben più mite clima dei territori dell'alleato italiano e trasferire tutto il programma nelle vicinanze di Foggia. Qui, in un solo mese, l'équipe del dottor Kramer fu in grado di completare le prove e lo sviluppo e di assicurarne la completa operatività.

## Funzionamento
Era un ordigno che, pur conservando a grandi linee l'aspetto di una tradizionale bomba semiperforante a caduta, presentava una caratteristica serie di quattro alette mobili disposte ad X, le quali avevano una funzione direzionale, seppur limitata, che le consentivano un più accurato puntamento dell'obiettivo.
Disponeva di un elaborato piano di coda in cui erano presenti, oltre alle alette stabilizzatrici, un freno aerodinamico per ridurne la velocità di impatto a vantaggio della manovrabilità e una apparecchiatura radioricevente comandata dal velivolo su cui era trasportata.
Più tardi, in una forma più evoluta, le bombe vennero rese filoguidate invece che radioguidate, in modo da evitare il jamming, ossia che disturbi elettromagnetici potessero essere utilizzati per impedirne il pilotaggio.

## Impiego operativo
Nel settembre del 1942 si costituì un'unità speciale, la Erprobungs- und Lehrkommando 21, deputata ad esaminare l'arma. Le prove pratiche furono eseguite utilizzando come bersaglio vecchie navi affondate nel Mar Baltico.
Il III./KG 100 fu equipaggiato con i Dornier Do 217 K-2, una versione espressamente riconvertita per ospitare la nuova bomba, ed iniziò le operazioni sul Mediterraneo il 29 agosto 1943.
Il 9 settembre 1943 la Luftwaffe realizzò il più importante e celebre successo bellico del Fritz X. Dopo l'armistizio dell'8 settembre 1943 stipulato con le forze alleate, fu ordinato alla flotta della Regia Marina di far rotta verso Malta in ottemperanza alle clausole armistiziali anziché, come precedentemente stabilito, attaccare gli alleati impegnati nello sbarco di Salerno. Per impedire che le navi finissero per cadere nelle mani alleate, i Dornier Do 217 K-2 del III. Gruppe KG 100 attaccarono il convoglio con il risultato di affondare la nave ammiraglia Roma e di danneggiare la sua gemella Italia (ex Littorio).

### Navi affondate
- Nave da battaglia Roma  Regia Marina
- Nave ospedale HMHS Newfoundland  Royal Navy

### Navi danneggiate
- Nave da battaglia HMS Warspite  Royal Navy
- Nave da battaglia Italia (ex Littorio)  Regia Marina
- Incrociatore USS Philadelphia  U.S. Navy
- Incrociatore USS Savannah  U.S. Navy
- Incrociatore HMS Uganda  Royal Navy

## Velivoli utilizzatori
Germania
- Dornier Do 217 K-2 e K-3
- Heinkel He 111
- Heinkel He 177 A-5